# Dirce aesiodora
Dirce aesiodora là một loài bướm đêm trong họ Geometridae.